# Pranab Mukherjee
Pranab Kumar Mukherjee (n. 11 decembrie 1935, Mirati⁠(d), Bolpur subdivision⁠(d), Președinția Bengalului⁠(d), India Britanică – d. 31 august 2020, New Delhi, Teritoriul Capitalei Naționale Delhi⁠(d), India) a fost un politician indian și al 13-lea președinte al Indiei în perioada 2012-2017. Mukherjee a fost un lider senior al Congresului Național Indian până când a demisionat înainte de începerea alegerii sale ca președinte la data de 22 iulie 2012. El a preluat funcția de președinte al Indiei la 25 iulie 2012, fiind al 13-lea președinte.